# Jordan Jurukov
Jordan Ivanov Jurukov (in bulgaro Йордан Иванов Юруков?; traslitterazione anglosassone: Yordan Ivanov Yurukov; Razlog, 2 ottobre 1983) è un ex calciatore bulgaro, di ruolo centrocampista.

## Carriera

### Club
Ha giocato con Pirin, CSKA Sofia e Černo More Varna, squadra di cui tuttora fa parte.

## Palmarès

### Club

#### Competizioni nazionali
- Campionato bulgaro: 2

CSKA Sofia: 2004-2005, 2007-2008
- Coppa di Bulgaria: 1

CSKA Sofia: 2005-2006
- Supercoppa di Bulgaria: 1

CSKA Sofia: 2006